# Elvina Kalieva
Elvina Kalieva (New York, 27 luglio 2003) è una tennista statunitense.

## Carriera
Elvina Kalieva ha vinto 2 titoli in singolare e 4 titoli in doppio in carriera nel circuito ITF. Ha raggiunto in singolare la 168ª posizione mondiale il 26 giugno 2023, mentre in doppio ha raggiunto la 194ª posizione il 6 febbraio 2023.
Suo fratello è il giocatore di hockey ucraino Arthur Kaliyev.

## Statistiche ITF

### Singolare

#### Vittorie (2)
| Torneo $100.000 (0) |
| Torneo $80.000 (0)  |
| Torneo $60.000 (1)  |
| Torneo $40.000 (0)  |
| Torneo $25.000 (1)  |
| Torneo $15.000 (0)  |

| N. | Data           | Torneo                                   | Superficie  | Avversaria in finale | Punteggio     |
| 1. | 27 maggio 2023 | Carinthian Ladies Lake´s Trophy, Villaco | Terra rossa | Julie Štruplová      | 4-6, 6-2, 6-1 |
| 2. | 18 giugno 2023 | Agel Ricany Open, Říčany                 | Terra rossa | Misaki Doi           | 7-6(2), 6-0   |

#### Sconfitte (5)
| Torneo $100.000 (0) |
| Torneo $80.000 (0)  |
| Torneo $60.000 (2)  |
| Torneo $40.000 (1)  |
| Torneo $25.000 (2)  |
| Torneo $15.000 (0)  |

| N. | Data            | Torneo                                  | Superficie  | Avversaria in finale | Punteggio |
| 1. | 17 ottobre 2021 | Rancho Santa Fe Open, Rancho Santa Fe   | Cemento     | Rebecca Peterson     | 4-6, 0-6  |
| 2. | 22 maggio 2022  | Pelham Racquet Club Pro Classic, Pelham | Terra verde | María Carlé          | 1-6, 1-6  |
| 3. | 31 luglio 2022  | Dallas Tennis Open, Dallas              | Cemento     | Katrina Scott        | 1-6, 0-6  |
| 4. | 27 ottobre 2024 | Shipyard Cup, Hilton Head Island        | Cemento     | Anastasija Lopata    | 3-6, 2-6  |
| 5. | 8 dicembre 2024 | Women's Tampa, Tampa                    | Terra verde | Caty McNally         | 4-6, 5-7  |

### Doppio

#### Vittorie (4)
| Torneo $100.000 (0) |
| Torneo $80.000 (1)  |
| Torneo $60.000 (1)  |
| Torneo $40.000 (1)  |
| Torneo $25.000 (1)  |
| Torneo $15.000 (0)  |

| N. | Data              | Torneo                                   | Superficie  | Compagna           | Avversarie in finale                 | Punteggio        |
| 1. | 25 settembre 2022 | Berkeley Tennis Club Challenge, Berkeley | Cemento     | Peyton Stearns     | Allura Zamarripa Maribella Zamarripa | 7-6(5), 7-6(5)   |
| 2. | 9 ottobre 2022    | Rancho Santa Fe Open, Rancho Santa Fe    | Cemento     | Katarzyna Kawa     | Giuliana Olmos Marcela Zacarías      | 6-1, 3-6, [10-2] |
| 3. | 3 giugno 2023     | BTC City Open Otocec, Otočec             | Terra rossa | Ekaterine Gorgodze | Kayla Cross Sofia Sewing             | 6-2, 6-3         |
| 4. | 20 gennaio 2024   | Germain BMW of Naples, Naples            | Terra verde | Marija Kozjreva    | Isabelle Haverlag Lia Karatančeva    | 6-0, 6-0         |

#### Sconfitte (2)
| Torneo $100.000 (0) |
| Torneo $80.000 (0)  |
| Torneo $60.000 (2)  |
| Torneo $40.000 (0)  |
| Torneo $25.000 (0)  |
| Torneo $15.000 (0)  |

| N. | Data           | Torneo                                  | Superficie  | Compagna         | Avversarie in finale             | Punteggio        |
| 1. | 21 maggio 2022 | Pelham Racquet Club Pro Classic, Pelham | Terra verde | Reese Brantmeier | Carolyn Ansari Ariana Arseneault | 5-7, 1-6         |
| 2. | 2 agosto 2025  | Lexington Challenger, Lexington         | Cemento     | Alana Smith      | Ayana Akli Eryn Cayetano         | 6-4, 2-6, [4-10] |

## Grand Slam Junior

### Doppio

#### Sconfitte (1)
| Tornei del Grande Slam  |
| ----------------------- |
| Australian Open (0)     |
| Open di Francia (0)     |
| Torneo di Wimbledon (0) |
| US Open (1)             |

| N. | Data              | Torneo            | Superficie | Compagna         | Avversarie in finale            | Punteggio        |
| 1. | 11 settembre 2021 | US Open, New York | Cemento    | Reese Brantmeier | Ashlyn Krueger Robin Montgomery | 7-5, 3-6, [4-10] |